# Jiří Slíva
Jiří Slíva (* 4. července 1947 Plzeň) je český výtvarník, věnující se kreslenému humoru, knižní ilustraci, litografii a dalším grafickým technikám. Kromě toho píše aforismy, verše pro dospělé i děti, skládá písničky a je autorem mnoha poštovních známek.

## Život a dílo
V roce 1966 odešel z rodné Plzně do Prahy studovat VŠE. Po dokončení studia v roce 1971 už v Praze zůstal a nastoupil jako odborný pracovník Ústavu pro filozofii a sociologii ČSAV. V roce 1979 se začal živit pouze kreslením, později se pod vedením Jiřího Šalamouna a Jiřího Anderleho začal věnovat také technice barevné litografie, leptu, kresbě suchou jehlou a olejomalbě. První písňové texty začal psát už během středoškolských studií, první kresby mu publikovala Mladá fronta ve své příloze Víkend v roce 1972. První výstavu (Salon kresleného humoru) měl v roce 1975 v Malostranské besedě v Praze, od té doby mu byla věnována řada samostatných výstav kreseb a grafiky v Česku i ve světě (Bratislava, Curych, Kodaň, Stockholm, Lugano, Lucern, Budapešť, Sofie, Varšava, Mnichov, Hamburk, Berlín, Dortmund, Brusel, Cork, Salcburk, Amsterdam, Utrecht, Naarden, Eindhoven, Řím, Athény, Merano, Antverpy, Havana, Milán, Buenos Aires, Washington, Káhira, Paříž, New York, Vídeň, Regensburg, Mannheim, Štrasburk, Lublaň, Istanbul, Moskva, Petrohrad, Ottawa, Tel Aviv, Lucemburk, Nikósie, Tokio, Bangkok, Addis Abeba, Hanoj). Vyšla mu řada samostatných knih, přispěl do mnoha sborníků, přes 300 dalších českých i zahraničních knih ilustroval (např. knihy Jiřího Žáčka, Karla Šípa, Franze Kafky, Ruth Bondyové, Stephena Leacocka, Miroslava Plzáka, Artoa Paasilinny, Oty Ulče); ilustruje i obaly hudebních nosičů. Psal také verše pro dětský časopis Mateřídouška, první kniha veršů mu vyšla v roce 1987. Zabýval se televizní grafikou pro Československou televizi, je autorem televizní kreslené znělky k pořadu Film pro pamětníky.

Slívův kreslený humor je obvykle postaven na paradoxu – postavení jinak seriózních a běžných námětů do nečekaných kontrastů. Jeho kreslené vtipy byly nebo jsou publikovány v mnoha českých (např. Dikobraz, Mladý svět, Stadión, Technický magazín, Květy, Gramorevue, KUK, ŠKRT, Nový Dikobraz, Podvobraz, Literární noviny, Euro, Echo) i zahraničních novinách a časopisech (např. Nebelspalter, Eulenspiegel, Die Zeit, Die Welt, Stern, The New York Times, The Wall Street Journal, Los Angeles Times, Playboy, Le Monde diplomatique, Jazz Forum).

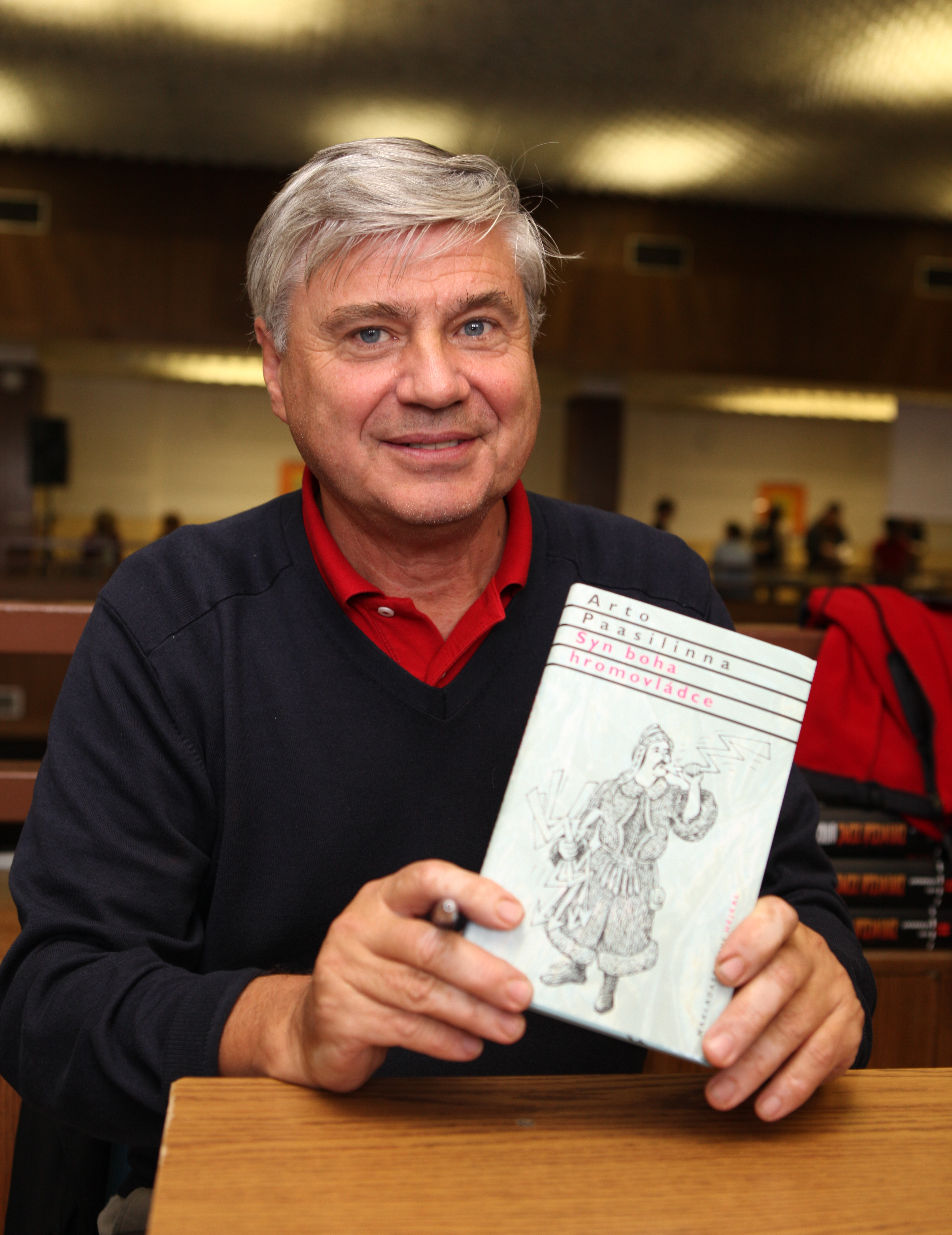
Jiří Slíva na knižním veletrhu v Havlíčkově Brodu (2009)

Mezi Slívova oblíbená témata, která zobrazuje ve svém díle, patří káva, víno, jazz, láska, Franz Kafka.
Na festivalech kresleného humoru získal řadu prestižních cen. Další ocenění:
- 1. května 1988 udělila salonní akademie kresleného humoru Jiřímu Slívovi čestný titul HUDr. (Doctor Humoris Causa)[18]
- v roce 2007 udělila Česká unie karikaturistů Jiřímu Slívovi Řád bílé opice za vytvoření originální autorské značky, nesoucí tvorbu jedinečnou po stránce obsahové i formální, za šíření povědomí o kresleném humoru jako o plnohodnotném uměleckém oboru a za vynikající reprezentaci českého kresleného humoru v zahraničí
- v roce 2020 získala kniha Pierre-Henriho Camiho Krotitel šneků, ilustrovaná Jiřím Slívou, v soutěži Nejkrásnější česká kniha roku 2. místo za vynikající polygrafické zpracování.[19]

Od roku 1993 je členem Sdružení českých umělců grafiků Hollar. Byl členem České unie karikaturistů (ČUK). Věnoval se pedagogické činnosti. Na americké univerzitě Oberlin College ve státě Ohio vedl v roce 1990 seminář Poetry & Cartoon. V německém Salzburgu učil v letech 1990 až 1993 třídu kreslení a ilustrace na Mezinárodní letní akademii výtvarného umění (Internationale Sommerakademie für Bildende Kunst Salzburg), dělal asistenta např. prof. Jiřímu Šalamounovi.
Mezi další zájmy Jiřího Slívy patří hudba. V letech 1964-66 bubnoval v plzeňské beatové skupině The Spiders, v letech 1971-72 hrál na bicí v pořadech Jana Vodňanského a Petra Skoumala v pražském Činoherním klubu. Dále vystupoval s kytarou se svými písničkami a básničkami se sdružením Šafrán a jako host dvojice Jan Burian – Jiří Dědeček. Od roku 1980 hraje na kytaru v hudebním sdružení českých grafiků Grafičanka. Vydal dvě alba s vlastními skladbami, která natočil s předními jazzovými muzikanty. Některé jeho další písničky nahráli Jan Spálený s ASPM, Ivan Mládek, Ondřej Hejma.

## Hudební alba
- Kup si bicí! (blues & dada & jazz & rock´n´roll), Praha 2014, Galén[26]
- Nemysli na to (jazz & rock & boogie & dada & balady), Praha 2016, Galén[27]

## Samostatné publikace (kresby a grafiky)
| - Konžerty, Praha 1978, Supraphon - Allerlei Zirkus, v němčině, Berlin 1979, Eulenspiegel Verlag - Concerto humoroso: ein musikalischer Bilderbogen, v němčině, Rorschach 1982, Nebelspalter-Verlag - Ei, Ei, Ei Cartoons, v němčině, Berlin 1984, Eulenspiegel Verlag - Klauni (soubor reprodukcí), Praha 1986, Uměleckoprůmyslové museum - Prosit! Cartoons, v němčině, Berlin 1988, Eulenspiegel Verlag, ISBN 978-3-359-00264-2 - Slovník beze slov, Praha 1990, Novinář, ISBN 80-7077-180-1 - Weinereien, v němčině, Rorschach 1993, Nebelspalter-Verlag, ISBN 3-85819-180-9 - F. M. Cartoons, v němčině, Maxdorf/Pfalz 1993, Rähmer, ISBN 978-3-929927-00-9 - Obrázky pro kavárnu i dům, Praha 1996, Dita, ISBN 80-85926-09-1 - Café Fetish, v angličtině, New York 2001, Marlowe & Company, ISBN 9781569245491 - Images du café et de chez soi, ve francouzštině, Paris 2002, Atelier A. Girard, ISBN 2-9518351-0-8 - Café Fetisch, v němčině, Weil der Stadt 2003, Walter Hädecke, ISBN 3-7750-0417-3 - Jiří Slíva: Monografie, Praha 2004, Slovart, ISBN 80-7209-625-7 - In vino, Praha 2006, Slovart, ISBN 80-7209-782-2 - Jam Session: Blues Bop & Bach, v češtině, němčině, angličtině a francouzštině, Praha 2007, Slovart, ISBN 978-80-7391-016-7 - Grand Café, Praha 2008, Slovart, ISBN 978-80-7391-182-9 - Jam Session: Blues Bop & Bach, ve francouzštině, Lyon 2008, Parangon/Vs, ISBN 9782841901906 - In vino, ve francouzštině, Lyon 2008, Parangon/Vs, ISBN 9782841901890 | - S hotovostí nejdál dojdeš! aneb Jiří Slíva 13 let v týdeníku Euro, Praha 2011, Euronews, a.s., ISBN 978-80-270-0714-1 - Happy Hour, Praha 2013, Slovart, ISBN 978-80-7391-757-9 - Sigmund Freud schläft nie, v němčině, Gießen 2014, Psychosozial-Verl., ISBN 978-3-8379-2345-2 - Иржи Слива - Галерея мастеров карикатуры № 23, v ruštině, Санкт-Петербург 2014, Любавич - Nonsens? Nesmysl!, Praha 2017, Slovart, ISBN 978-80-7529-312-1 - Můj šálek Kafky / My Cup of Kafka / Meine Tasse Kafka, v češtině, angličtině a němčině, Praha 2017, Nakladatelství Franze Kafky, ISBN 978-80-86911-50-2 - Vino fatale, v češtině a angličtině, Praha, Bratislava 2019, Slovart, ISBN 978-80-7529-871-3 - Franz Kafka a Frýdlant: 12 historických fake news, v češtině a němčině, Frýdlant 2019, Město Frýdlant - Kresbou ke smyslu, Plzeň 2019, Západočeská galerie, ISBN 978-80-88027-31-7 - Paragrafiky: kresby, grafiky a aforismy na téma právo, Praha 2021, Slovart, ISBN 978-80-276-0231-5 - Česká chlouba a jiné grafiky, Pelhřimov 2022, Nová tiskárna Pelhřimov, ISBN 978-80-7415-238-2 - Cirque Maçonnique: ke století českého svobodného zednářství = marking the centenary of Czech Freemasonry, v češtině a angličtině, Beroun 2023, Machart, ISBN 978-80-7656-060-4 - Diagnóza: humor (texty s Jiřím Suchým), Praha 2023, Slovart, ISBN 978-80-276-0805-8 - Franz Kafka Blues, Praha 2024, Nakladatelství Vltavín |

## Samostatné publikace (texty, verše a aforismy)
| - Jak si čáry hrály, Praha 1981, Albatros - Veselé safari: omalovánky s verši, Praha 1983, Albatros - Příhody z přírody: omalovánky s verši, Praha 1985, Albatros - Šaškoviny: omalovánky s verši, Praha 1986, Albatros - Piky piky na hlavu (ilustrace Jiří Fixl), Praha 1987, Albatros - Země naopak?: omalovánky s verši, Praha 1989, Albatros - Všechno dobře dopadne, Praha 2000, Amulet, ISBN 80-86299-57-0 - Co dřív, Praha 2007, Motto, ISBN 978-80-7246-381-7 | - Akademie vět, Praha 2008, Slávka Kopecká, ISBN 978-80-86631-70-7 - Divné zprávy, Praha 2009, Slávka Kopecká, ISBN 978-80-86631-77-6 - Rádio hlásí, Praha a Litomyšl 2015, Paseka, ISBN 978-80-7432-658-5 - Rádio stále hlásí, Praha 2018, Radioservis, ISBN 978-80-87530-92-4 - Slovu zdar!, Praha 2021, Galén, ISBN 978-80-7492-533-7 |

## Sborníky kresleného humoru
| - 100x hoří, TEPS (Tisková, ediční a propagační služba místního hospodářství), Praha 1978 - Papírový humor, Jihočeské papírny Větřní, 1980 - 100 x pojištěný úsměv, Novinář, Praha 1982 - Humorem ke zdraví, Olympia, Praha 1986 - Veletucet = 144 x Barták, Holý, Hrubý, Jiránek, Matuška, Nepraš, Renčín, Slíva v Technickém magazínu, SNTL, Praha 1988 - Budoucnost je v pojištění, Česká státní pojišťovna / Československá redakce VN MON / Novinář, Praha 1988 - Krakonoše si představuje každý jinak, Česká státní pojišťovna ve vydavatelství Novinář a NVT MON, Praha 1988 - Papírový humor 2, Jihočeské papírny Větřní, 1989 - 100x o láske, ve slovenštině, Smena, Lidové nakladatelství, Mladá fronta, Naše vojsko, Bratislava / Praha 1989, ISBN 80-221-0018-8 - Jaderný humor, v češtině, angličtině a němčině, Nuklin, Praha 1992, ISBN 80-7073-042-0 - Světlo a teplo pro váš dům, v češtině, angličtině a němčině, Agentura CéBé, České Budějovice 1993, ISBN 80-900836-1-7 | - Sprachlos - Sans paroles: Internationales Cartoon Festival '98 Emmental, v němčině, Kupferschmiede, Langnau 1998, ISBN 978-3-7245-1037-6 - Rolf Lonkowski: Noch schrecklichere Bilder: Meisterwerke des schwarzen Humors, v němčině, Eulenspiegel Verlag, Berlin 2000, ISBN 978-3-359-00994-8 - Prazdroj českého kresleného humoru: encyklopedie českých karikaturistů, NAVA, Plzeň 2005, ISBN 80-7211-194-9 - Tichý mat: Šachy v kresleném humoru, Pražská šachová společnost, Praha 2008, ISBN 978-80-260-2763-8 - Atomové úsměvy, v češtině a angličtině, Česká nukleární společnost ve spolupráci s Českou unií karikaturistů, Praha 2008, ISBN 978-80-02-02014-1 - 2cet - Almanach k 20. výročí založení České unie karikaturistů, Česká unie karikaturistů, Praha 2010 |

## Verše a texty v kolektivních publikacích
| - Pohádky pro všední den, z časopisu Mateřídouška vybrali a uspořádali Eliška Knotová, Magdalena Propperová, Jiří Černý, Praha, Mladá fronta, Artia, 1988 - V Tramtárii, tam je hej, 89 básní od 43 básníků vybral a uspořádal Jiří Žáček, Praha, Albatros, 2004, ISBN 80-00-01382-7 - Josef Blecha: Karikatury : slavné tváře v čarách, Liberec, Knihy 555, 2007, ISBN 978-80-86660-13-4 | - Tichý, Zrzavý, Lhoták, Born a František Dvořák, vzpomínková knížka o vztahu kunsthistorika Františka Dvořáka ke čtyřem osobnostem českého výtvarného umění s příspěvky autorových přátel a kolegů, Praha, Pražská scéna, 2021, ISBN 978-80-88217-10-7 - Přemysl Rut: Zkouška sirén: (česká písnička mezi folkem a rockem), zpěvník, Praha, Vyšehrad, 2022, ISBN 978-80-7601-737-5 |

## Ilustrované knihy
| - Jan Bauer: Člověk a les: O hlavní součásti krajiny, Praha, Albatros, 1980 - Jaroslav Hašek: Vesele o novinách a novinářích, Praha, Novinář, 1983 - Kniha – přítel člověka, člověk – přítel knihy, ilustrace Barták, Holý, Jiránek, Neprakta, Pálka, Renčín, Slíva, Vyčítal, Weigel, Praha, Lidové nakladatelství, 1983 - Pavel Augusta, Jindřich Klůna: Tajemství přesnosti, kresby Jiří Slíva a Michal Skalník, Praha, Albatros, 1983 - Kolektiv autorů: Vaříme zdravě, chutně a hospodárně, Praha, Avicenum, 1983 - Zdeněk Karel Slabý: Hudba černá a bílá: (o historii jazzu a jazzových hudebnících), Praha, Albatros, 1984 - Jindřich Cibulec: Psychologie obsluhy, Praha, Merkur, 1984 - Jindřich Klůna, Pavel Augusta: Všude potkáš motory: na vítr i na atom, Praha, Albatros, 1984 - Ján Majerník, Jiří Baier: O houbách, ilustrace více kreslířů, Praha, Lidové nakladatelství, 1984 (druhé, rozšířené vydání této knihy vydalo Lidové nakladatelství v roce 1987 pod názvem Koření; Houby; Víno: 3x ke specialitám sovětské kuchyně) - Vádemékum pro každou životní situaci aneb Průvodce životem, ilustrace více kreslířů, Praha, Česká státní pojišťovna, 1984 - Jan Munzar: Medardova kápě aneb Pranostiky očima meteorologa, Praha, Horizont, 1985 - Bedřich Moldan: Přežije technika rok 2000?, Praha, SNTL, 1985 - Jiří Oulík: Z pilnosti, Praha, Československý spisovatel, 1985 - Ladislav Szalai: Zapomenutý vesmír, Praha, Československý spisovatel, 1985 - Jan Krůta: Namlouvání, ilustrace více kreslířů, Práce, Praha 1985 - Ladislav Kopecký: Vino: Zeichnungen und Plaudereien über den Wein: Drawings and Observations concerning Wine, Pardubice, Koospol, 1985 - Stephen Leacock: Literární poklesky, Praha, Mladá fronta, 1986 - Patricia Moyesová: Sázka na favorita, Praha, Vyšehrad, 1986 - Zum Glück gibt's Bier!: Fritz Herdi sammelte Heiteres rund um den Gerstensaft, v němčině, ilustrace Miroslav Barták a Jiří Slíva, Rorschach, Nebelspalter-Verlag, 1986, ISBN 978-3-85819-091-8 - Kolektiv autorů: Lásky pozemské: výbor ze současné české milostné povídky, Praha, Československý spisovatel, 1987 - Enn Vetemaa: Klíč k určování rusalek neboli Úvod do naiadologie, Praha, Lidové nakladatelství, 1987 - Miloš Stejskal: 100 přísloví nikoho neumoří: 100 ilustrovaných přísloví v češtině, ruštině, němčině, angličtině, francouzštině, španělštině a latině, ilustrace více kreslířů, Praha, Lidové nakladatelství, 1987 - Václav Richter: Moje mladá teta neužila světa čili Žáci tvrdí muziku, Praha, Supraphon, 1988 - Eva Hájková: Na zlatou rybku nečekej, Praha, Horizont, 1988 - Alexandr Šíma: Právní předpisy pro rybáře, Praha, Panorama, 1988 - Michail Jefimovič Kol’cov: Satirické narkózy, Praha, Novinář, 1988 - Pavel Mates a kol.: Žena a paragrafy: Právní postavení ženy v Československu, Praha, Mona, 1988 - Jiří Oulík: Z nerozumu, Praha, Československý spisovatel, 1988 - Peter Karvaš: Unvollendete für Kinderstimme, v němčině, Berlin, Eulenspiegel Verlag, 1988, ISBN 978-3-359-00260-4 - Vladimír Kučera: Šance pro 3 000 000: Nekuřákem za 20 dní, ilustrace Jiří Slíva, Václav Hradecký, Vladimír Jiránek, Praha, Ústav zdravotní výchovy, 1989 - Richard Phillips Feynman: To snad nemyslíte vážně!, Praha, Mladá fronta, 1989, ISBN 80-204-0023-0 - Jan Munzar, Karel Pejml, Karel Krška: Meteorologie skoro detektivní, Praha, Horizont, 1990, ISBN 80-7012-037-1 - Pojď si s námi hrát = Viens jouer avec nous: Televizní kurs francouzštiny pro děti, Praha, TV Spektrum, 1990, ISBN 80-85334-00-3 - Vladimír Merta: Zpívaná poezie: úvaha vzniklá za pochodu v letech 1982-84, Praha, Panton, 1990, ISBN 80-7039-032-8 - Kolektiv autorů: Čím drží svět pohromadě: fejetony, ilustrace více kreslířů, Praha, Mladá fronta, 1990, ISBN 80-204-0163-6 - Woody Allen: Vedlejší příznaky, Praha, Odeon, 1990, ISBN 80-207-0253-9 - John Cheever: Věznice Falconer, Praha, Odeon, 1990, ISBN 80-207-0074-9 - Antonín Fišer: ABC pro mistry, Praha, Svoboda, 1990, ISBN 80-205-0106-1 - Databáze: informace pro uživatele mikropočítačů, Praha, Mladá fronta, 1990, ISBN 80-204-0130-X - Wolf Uecker: Im Zeichen der Pfanne: Leidenschaften und Laster eines kochenden Menschen, v němčině, München, Droemer Knaur, 1990, ISBN 978-3-426-26486-7 - A teď, babo, raď: Magazín rozhlasového Vysílání pro ženy. Díl 1., ilustrace více kreslířů, Praha, Svět v obrazech, 1991, ISBN 80-85379-13-9 - A teď, babo, raď: Magazín rozhlasového Vysílání pro ženy. Díl 2., ilustrace více kreslířů, Praha, Svět v obrazech, 1991, ISBN 80-85379-14-7 - Bedřich Zelenka: Anekdoty pana Kohna, Praha, Lidové nakladatelství, 1991, ISBN 80-7022-113-5 - Václav Beneš, Petr Musílek: Burzy a burzovní obchody, Praha, Informatorium, 1991, ISBN 80-85427-00-1 - Jan Tuláček: Člověk a stát, Praha, Albatros, 1991, ISBN 80-00-00276-0 - Jaroslav Štrunc: Příručka pro dědky, Plzeň, Západočeské nakladatelství, 1991, ISBN 80-7088-036-8 - Marie Tomsová: Recepty pro chuť i krásu aneb vařme v rytmu, Praha, Olympia, 1991, ISBN 80-7033-122-4 - Bohumila Tichá: Škola milenek a dokonalých manželek, Praha, Mona, 1991, ISBN 80-7026-066-1 - Vaříme bez masa aneb Mazdaznanská kuchařka, Praha, Trio, 1991, ISBN 80-900725-0-X - Karel a Karel Čejkovi: Večeře za babku čili Nejlevnější jídla pro nejhorší časy, ilustrace více kreslířů, Ostrava, A-Z, 1991, ISBN 80-900343-2-2 - Petr Živný: Co může říci písmo: kapitoly z grafologie, Praha, Horizont, 1991, ISBN 80-7012-056-8 - Kingsley Amis: Chci to hned, Praha, Odeon, 1991, ISBN 80-207-0281-4 - Jiří Guth-Jarkovský: Společenský katechismus, Praha, Československý spisovatel, 1992, ISBN 80-202-0379-6 - Cyril Northcote Parkinson: Bible pro manažery, Praha, Top Agency, 1992 - Jaroslav Sládek: Kde se pivo vaří, Praha, Sezam, 1992, ISBN 80-900186-6-1 - Kingsley Amis: Staří parťáci, Praha, Odeon, 1992, ISBN 80-207-0399-3 - Ota Gregor: Žít se stresem, to je kumšt, Jinočany, H & H, 1993, ISBN 80-85467-51-8 - Adrian Room: Guinnessova kniha o číslech, Praha, Mladá fronta, 1993, ISBN 80-204-0368-X - Richard Crha: Nevyřešené věci, Praha, Carmen, 1993, ISBN 80-85531-01-1 - Wolf Uecker: Landluft: der Weg ins grüne Glück, v němčině, Hamburg, Hoffmann und Campe, 1993, ISBN 978-3-455-08483-2 - Eduard Fiker: Zinková cesta: Nikdo není vinen, Praha, Český spisovatel, 1993, ISBN 80-202-0419-9 - Martin Stejskal: 100 ilustrovaných přísloví, v češtině, ruštině, němčině, angličtině, francouzštině, španělštině a latině, ilustrace více kreslířů, Praha, Česká expedice / Nakladatelství Fortuna, 1993, ISBN 80-85281-34-1 - George Mikes: Jak být cizincem, Praha, Ivo Železný, 1994, ISBN 80-237-1293-4 - Jan Mach: Osm ran z lásky aneb Český pitaval: Hrdelní zločiny a procesy z počátků první republiky, Praha, Condor International, 1994 - Das kleine Buch: ... als Dankeschön, v němčině, München, Heyne, 1994, ISBN 978-3-453-08052-2 - Das kleine Buch: ... für den unentbehrlichen Großvater, v němčině, München, Heyne, 1994, ISBN 978-3-453-08046-1 - Das kleine Buch: ... für lebenslange Flitterwochen, v němčině, München, Heyne, 1994, ISBN 978-3-453-07634-1 - Wolf Uecker: Feldwege, v němčině, Hamburg, Hoffmann und Campe, 1994, ISBN 978-3-455-11031-9 - Evgen Jurič: Evgen Jurič vam servira. Športni humor, ve slovinštině, Ljubljana, E. Jurič, Set, 1994, ISBN 961-6040-03-0 - Evgen Jurič: Evgen Jurič vam servira. 1, Novoletni humor, ilustrace více kreslířů, ve slovinštině, Ljubljana, E. Jurič, Set, 1994 - Evgen Jurič: Evgen Jurič vam servira. 2, Humor za vesele družbe, ilustrace více kreslířů, ve slovinštině, Ljubljana, E. Jurič, Set, 1994 - Jindřich Pěnčík, Jarmila Pěnčíková: Lámejte si hlavu, Praha, Prometheus, 1995, ISBN 80-7196-011-X - Rainer Leignitz: Der Ort wahrer Grösse: Millenarisches im Goldenen Tiger zu Prag: ein Beitrag zur vaterländischen Historiographie, v němčině, Wien, Edition Atelier, 1995, ISBN 3-8530-8005-7 - Stephen Leacock: Pochybné podniky, Praha, Nakladatelství Josefa Šimona, 1995, ISBN 80-85637-22-7 - Sheila Ochová: Sůl země a blbá ovce aneb Můj šílený život s dědečkem, Praha, Akropolis, 1995, ISBN 80-85770-20-2 - Jana Jahodová: Vodácká abeceda, Praha, Dita, 1995, ISBN 80-901503-7-3 - Das kleine Buch: ... vom Tee, v němčině, München, Heyne, 1995, ISBN 978-3-453-09324-9 - Das kleine Buch: … zum 50. Geburtstag, München, Heyne, 1995, ISBN 978-3-453-08814-6 - Evgen Jurič: Evgen Jurič vam servira. 3, Smučarski humor, ilustrace více kreslířů, ve slovinštině, Ljubljana, E. Jurič, Set, 1995 - Josef Klempera: Květomluva aneb Řekni to květinou, Praha, Bohemia, 1996, ISBN 80-85803-26-7 - Petr Skalka: Minimum pro rybáře, Praha, Olympia, 1996, ISBN 80-7033-405-3 - Karel Pinka: Minimum o pití, Praha, Olympia, 1996, ISBN 80-7033-434-7 - Das kleine Buch: ... der alten Bauernregeln, v němčině, München, Heyne, 1995, ISBN 978-3-453-09835-0 - Evgen Jurič: Pasti in slasti oblasti, ve slovinštině, Ljubljana, E. Jurič, Svet knjige, 1996, ISBN 961-6040-08-1 - Evgen Jurič: Pravljice za mojo ženo, ve slovinštině, Ljubljana, E. Jurič, 1996, ISBN 961-6040-07-3 - Aleš Pejchal: 100 + 1 advokát, Praha, Velryba, 1997, ISBN 80-85860-07-4 - Vratislav Schreiber, Ivo Budil: Křižovatky medicíny: objevy, společnost, pacienti, Praha, Makropulos, 1997, ISBN 80-86003-12-4 - Petr Skalka: Minimum chovatele, Praha, Olympia, 1997, ISBN 80-7033-487-8 - Občanská výchova pro 6. a 7. ročník základní školy, Praha, Fortuna, 1997, ISBN 80-7168-383-3 - Jan Jiráň, Oldřich Kaiser, Jiří Lábus: Vlak do Santa Fé, Praha, IŽ, 1997, ISBN 80-240-0069-5 - Jaroslav Štrunc: Humoresky, Plzeň, Perseus, 1997, ISBN 80-86030-21-0 - Robin Gardiner, Dan van der Vat: Záhadný Titanic, Praha, Dita, 1997, ISBN 80-85926-14-8 - Ústav pro českou literaturu Akademie věd České republiky: Hospody a pivo v české společnosti, Praha, Academia, 1997, ISBN 80-200-0639-7 - Oliver Sacks: Na čem si stojím, Praha, Makropulos, 1997, ISBN 80-86003-11-6 - Wolf Uecker: Ueckers Küchenpraxis für Feinschmecker und Kochkünstler, v němčině, München, Droemer Knaur, 1997, ISBN 978-3-426-27018-9 - Horst-Dieter Ebert: Album des Luxus und der Moden, v němčině, München, Dt. Taschenbuch-Verl., 1998, ISBN 978-3-423-36125-5 - Ota Gregor: Muži nestárnou? Ale ženy žijí déle, Kladno, Delta, 1998, ISBN 80-86091-07-4 - Stephen Leacock: Staré krámy za nové peníze, Praha, Granit, 1998, ISBN 80-85805-66-9 - Stephen Leacock: Štěstí za každou cenu, Praha, Granit, 1998, ISBN 80-85805-67-7 - Petr Anděl: Jak se dostat na práva, Praha, Grada, 1998, ISBN 80-7169-558-0 - Das kleine Buch: ... zur Silbernen Hochzeit, v němčině, München, Heyne, 1998, ISBN 978-3-453-14637-2 - Roger Fayet: Lachdesign: zur Witzigkeit postmoderner Kannen und Tassen, v němčině, Zürich, Johann-Jacobs-Museum, 1998, ISBN 978-3-906554-12-9 - Horst-Dieter Ebert: Brevier des Reisens und des Rastens, v němčině, München, Dt. Taschenbuch-Verl., 1999, ISBN 978-3-423-36144-6 - Miroslav Plzák: Jak dál…? u vás doma, ve vašem manželství, Praha, Troja, 1999, ISBN 80-902428-1-2 - Patricia Bröhmová: Jsem já ze všech nejkrásnější?, Praha, Amulet, 1999, ISBN 80-86299-17-1 - Jerry Dennis: Když padají trakaře: záhady a zajímavosti oblohy v průběhu čtyř ročních období, Praha, Brána, 1999, ISBN 80-7243-033-5 - O. Henry: Muž ve vyšším postavení, Praha, Granit, 1999, ISBN 80-85805-85-5 - Milan Bakeš: Velký domácí právník: Průvodce bludištěm českých zákonů, Praha, Reader’s Digest Výběr, 1999, ISBN 80-86196-04-6 - Antonín Zelenka: Rozhlasové profily 1: rozhovory s osobnostmi, které jsou ve středu zájmu, Praha, Primus, 1999, ISBN 80-85625-96-2 - George Klein: Ateista a Svaté město a jiné eseje, Praha, Makropulos, 1999, ISBN 80-86003-32-9 - Stephen Leacock: Malé nesrovnalosti života, Praha, Garamond, 1999, ISBN 80-901760-9-7 - Jana Kühnelová: Váš pes a paragrafy, Praha, Grada, 1999, ISBN 80-7169-746-X - Patrick Lerpscher: Bratkartoffelbuch: prominente, professionelle und bürgerliche Verhältnisse zu einem bodenständigen Kulturgut, v němčině, Weil der Stadt, Hädecke, 1999, ISBN 978-3-7750-0319-3 - Stanislaw Jerzy Lec: Sämtliche unfrisierte Gedanken: Dazu Prosa und Gedichte, v němčině, Zürich, Sanssouci, 1999, ISBN 978-3-7254-1141-2 - Jan Munzar: Medardova kápě: Medardova kápě, 40 dní kape?: pranostiky očima meteorologa, Praha, Levné knihy KMa, 2000, ISBN 80-86425-02-9 - Jiří Guth-Jarkovský: Společenský katechismus, Praha, Levné knihy KMa, 2000, ISBN 80-902818-0-X - Stephen Leacock: Šťastné příběhy, Praha, Garamond, 2000, ISBN 80-86379-17-5 - Tatjana A. Haleková: Na křídlech lásky, Praha, Amulet, 2000, ISBN 80-86299-23-6 - Jaroslav Kříž: Lehký otřes mozku a jiné příběhy, Praha, Makropulos, 2000, ISBN 80-86003-35-3 - Kolektiv autorů: Pražský kulturní průvodce, Praha, Jalna, 2000, ISBN 80-86396-02-9 - Frank Naumann: Žijte nezdravě!: knížka pro hypochondry, Praha, Olympia, 2000, ISBN 80-7033-046-5 - Emanuel Strnad: Předpověď počasí podle přírodních úkazů, podle chování zvířat: 2000 pranostik a pořekadel, Praha, Levné knihy KMa, 2000, ISBN 80-86425-00-2 - Radim Uzel: Sexuální zvěřinec, Praha, Ikar, 2000, ISBN 80-7202-672-0 - John D. Barrow: Pí na nebesích: o počítání, myšlení a bytí, Praha, Mladá fronta, 2000, ISBN 80-204-0855-X - Zdeněk Svěrák, Jiří Šebánek: Vinárna U Pavouka, Praha; Litomyšl, Paseka, 2001, ISBN 80-7185-395-X - Britta Weimerová-Langerová: Po uši zamilovaní: hodíme se k sobě?, Praha, Amulet, 2001, ISBN 80-86299-65-1 - Pavel Strejc: American English: učebnice (nejen) americké angličtiny, Plzeň, Fraus, 2001, ISBN 80-7238-104-0 - O ženách, lásce & manželství: citáty a sentence, Praha, Levné knihy KMa, 2001, ISBN 80-7309-027-9 - Ervín Hrych: Kruté aforismy: výběr vtipných, humorných, kritických i poučných aforismů z celého světa, Praha, Regia, 2001, ISBN 80-86367-14-2 - Boris Vian: Podšité chvilky, Praha, Garamond, 2001, ISBN 80-86379-20-5 - Lubomír Machala: Literární bludiště: bilance polistopadové prózy, Praha, Brána / Knižní klub, 2001, ISBN 80-7243-139-0 / ISBN 80-242-0735-4 - Jiří Žáček: Idioti mají přednost, Praha, Šulc a spol., 2001, ISBN 80-7244-068-3 - Stanislaw Jerzy Lec: Liebet eure Feinde, vielleicht schadet das ihrem Ruf: unfrisierte Gedanken zur Macht, v němčině, Zürich, Verlag Nagel & Kimche, 2001, ISBN 3-7254-1221-9 - Stephen Leacock: Kanadské žertíky, Praha, Litomyšl, Paseka, 2002, ISBN 80-7185-538-3 - Vojtěch Krebs, Ladislav Průša: Státní sociální podpora, Praha, Grada, 2002, ISBN 80-247-0065-4 - Ota Gregor: Žít se stresem, to je kumšt, Praha, Galén, 2002, ISBN 80-7262-053-3 - Miroslav Plzák: Srdce zmámené láskou, Praha, Motto, 2002, ISBN 80-7246-153-2 - Miroslav Plzák: Kostky byly vrženy: úvaha o lidské duši, jež by mohla být i nesmrtelná, Praha, Motto, 2003, ISBN 80-7246-204-0 - Mika Waltari: Cesta do Istanbulu, Havlíčkův Brod, Hejkal, 2003, ISBN 80-86026-23-X - Ruth Bondyová: Mezi námi řečeno: Jak mluvili Židé v Čechách a na Moravě, Praha, Nakladatelství Franze Kafky, 2003, ISBN 80-85844-88-5 - Michael Dak: קפה הוא גם השקפת עולם : חמש מאות שנות תרבות קפה, Ḳafeh hu gam hashḳafat ʻolam: ḥamesh meʼot shenot tarbut ḳafeh, v hebrejštině, Yerushalayim, Keter, 2003, ISBN 9789650712013 - Boris Dočekal: Škola – základ života: o svém vztahu ke škole vyprávějí a na učitele i školní lásky vzpomínají žákyně ... a žáci..., Jihlava, Listen, 2003, ISBN 80-86526-06-2 - Bezpečnost a ochrana zdraví při práci v malých a středních podnicích: příručka pro zaměstnavatele, Praha, Tigis, 2003, ISBN 80-7071-212-0 - Jiří Žáček: Hovory s mým horším já; Hovory s mým lepším já, Praha, Šulc a spol., 2003, ISBN 80-7244-124-8 - Jiří Žáček: Zákony schválnosti, Praha, Šulc a spol., 2003, ISBN 80-7244-106-X - Dagmar Sedlická: Zákazník náš pán!?, Praha, Institut certifikovaného vzdělávání ve spolupráci s Institutem environmentálních služeb, 2003, ISBN 80-260-6890-4 - Ota Ulč: Kam šlápne česká noha, Praha, Šulc a spol., 2003, ISBN 80-7244-127-2 - Miroslav Plzák: Dospělým vstup zakázán, Praha, Motto, 2003, ISBN 80-7246-203-2 - Miroslav Plzák: Manželská tonutí, Praha, Motto, 2003, ISBN 80-7246-183-4 - Vratislav Schreiber, Ivo Budil: Nové křižovatky medicíny: objevy, společnost, pacienti, Praha, Galén / Karolinum, 2003, ISBN 80-7262-126-2 / ISBN 80-246-0746-8 - Arto Paasilinna: Zajícův rok, Havlíčkův Brod, Hejkal, 2004, ISBN 80-86026-27-2 - Jiří Žáček: Praštěné sonety, Praha, Bonaventura, 2004, ISBN 80-85197-38-3 - Ernst Jandl: Čtenář myšlenek, Praha, Aulos, 2004, ISBN 80-86184-16-1 - Jiří Marvan: Brána jazykem otvíraná aneb O češtině světově, Praha, Academia, 2004, ISBN 80-200-0932-9 | - Nataša Tanská: Já to vidím jinak, miláčku!: mužsko-ženský slovník, Praha, Motto, 2004, ISBN 80-7246-151-6 - Ota Ulč: Pacifik: ostrovní komunikace a lidožroutská tradice, Praha, Šulc a spol., 2004, ISBN 80-7244-143-4 - Kolektiv autorů: 101 klíčových pojmů z oblasti informačních technologií, Praha, SAP ČR, 2004 - Dagmar Sedlická: 1 + 1 aneb První pomoc a druhá navíc, Praha, Institut environmentálních služeb, 2004, ISBN 80-260-6891-2 - Zdeněk Novák: Swing a svoboda za mřížemi, Praha, Galén, 2004, ISBN 80-7296-034-2 - Leo Pavlát: Od Chanuky do Chanuky, Praha, GplusG, 2005, ISBN 80-86103-83-8 - Arto Paasilinna: Stará dáma vaří jed, Havlíčkův Brod, Hejkal, 2005, ISBN 80-86026-30-2 - Arto Paasilinna: Chlupatý sluha pana faráře, Havlíčkův Brod, Hejkal, 2005, ISBN 80-86026-34-5 - Mirek Adam, Viktor Adam: Kuchařka s fantazií (vaření jako dobrodružství a zážitek), Praha, Createam, 2005, ISBN 80-86801-08-X - Kolektiv autorů: Usměj se, Lízo, Jihlava, Listen, 2005, ISBN 80-86526-96-8 - Hana Řeháková, Dušan Veselý, Pavel Augusta: Hosté vítaní (i nevítaní) = Invited and uninvited guests, v češtině a angličtině, Praha, Gallery, 2005, ISBN 80-86010-93-7 - Helena Baker: Kohout na víně: 52 pokrmů z pekařčiny trouby s víny a na vínech, Praha, Geronimo Collection, 2005, ISBN 80-239-5445-8 - Michael Madry: Poetickej mariáš, Jihlava, Listen, 2005, ISBN 80-86526-13-5 - Miroslav Plzák: Tušení o lidské duši, Praha, Motto, 2005, ISBN 80-7246-291-1 - Patrik Ouředník: אירופיאנה: קיצור תולדות המאה ה-20, Eropiʼanah: ḳitsur toldot ha-meʼah ha-ʻeśrim, v hebrejštině, Tel Aviv, Ḥargol, 2006, ISBN 9789657120798 - Arto Paasilinna: Les oběšených lišek, Havlíčkův Brod, Hejkal, 2006, ISBN 80-86026-36-1 - Arto Paasilinna: Autobus sebevrahů, Havlíčkův Brod, Hejkal, 2006, ISBN 80-86026-42-6 - Táňa Pikartová, Miroslav Plzák: Muže ani květinou… s dobrou radou doktora Plzáka, Praha, Motto, 2006, ISBN 80-7246-332-2 - Klara Obermüller: Es schneit in meinem Kopf: Erzählungen über Alzheimer und Demenz, v němčině, München, Wien, Nagel und Kimche, ISBN 978-3-312-00381-5 - Ota Ulč: Klokánie a obtížné sousedství: piráti, lovci lebek, novodobí teroristé, Praha, Šulc – Švarc, 2006, ISBN 80-7244-192-2 - František Kuřina, Zdeněk Půlpán: Podivuhodný svět elementární matematiky: elementární matematika čtená podruhé, Praha, Academia, 2006, ISBN 80-200-1366-0 - Aleš Benda: Labyrint jazzu a ráj srdce aneb Výpadky z paměti jazzového sklerotika, ilustrace více kreslířů, Přerov, Nadační fond Přerovského jazzového festivalu, Statutární město Přerov, 2006, ISBN 80-239-7820-9 - Miroslav Plzák: Othelon aneb Manuál o žárlivosti, Praha, Motto, 2006, ISBN 80-7246-321-7 - Ucho: "důvěřuj, ale prověřuj", Praha, Advokátní kancelář Kříž & Bělina, 2006, ISBN 80-270-6270-5 - Ruth Bondyová: Rodinné dědictví: jména Židů v Čechách a na Moravě, Praha, Nakladatelství Franze Kafky, 2006, ISBN 80-86911-06-3 - Miroslav Plzák: Klíč k výběru partnera pro manželství, Praha, Motto, 2006, ISBN 80-7246-308-X - Ivanka Devátá, Miroslav Plzák: Soužití k zabití, Praha, Motto, 2006, ISBN 80-7246-326-8 - Václav Bárta: O zpěvavém království a jiné muzikantské pohádky, ilustrace více výtvarníků, Praha, Knižní klub, 2006, ISBN 80-242-1610-8 - Stephen Leacock: Literární poklesky, Praha, Litomyšl, Paseka, 2007, ISBN 978-80-7185-841-6 - Miroslav Plzák: Taktika a strategie v lásce, Praha, Motto, 2007, ISBN 978-80-7246-363-3 - Miroslav Plzák: Žena a muž, Praha, Motto, 2007, ISBN 978-80-7246-365-7 - Jiří Rulf: Stvořitel času a jiné neuvěřitelné příhody, Praha, Ringier ČR, 2007, ISBN 978-80-87033-08-1 - Arto Paasilinna: Vlčí léto laponského mlynáře, Havlíčkův Brod, Hejkal, 2007, ISBN 978-80-86026-53-4 - Michael Chabon: Konečné řešení: detektivní příběh, Praha, Odeon, 2007, ISBN 978-80-207-1233-2 - Miroslav Plzák: My se máme, my si vyhovíme, Praha, Motto, 2007, ISBN 978-80-7246-348-0 - Ota Ulč: O čem dumá česká hlava, Praha, Šulc – Švarc, 2008, ISBN 978-80-7244-228-7 - Tomáš Němeček: Kdo je nejvlivnější právník, Praha, Linde, 2008, ISBN 978-80-7201-735-5 - Josef Hiršal: Párkař: básnické nápodoby, Praha, Dokořán / Máj, 2008, ISBN 978-80-7363-203-8 / ISBN 978-80-86643-29-8 - Radka Kvačková: Očima tchyně, Praha, Motto, 2008, ISBN 978-80-7246-419-7 - Jiří Žáček: Hovory s mým horším já, Praha, Šulc – Švarc, 2008, ISBN 978-80-7244-245-4 - Kateřina Kadlecová, Ivan Lamper: Vzdělávání na doživotí: další vzdělávání dospělých v Praze, jeho cíle, perspektivy a metody, Praha, Respekt institut, 2008, ISBN 978-80-904153-0-0 - Pavel Vrba: Medvědí knížka, Praha, Fany pro nadační fond Kapka naděje, 2008, ISBN 978-80-254-1804-8 - Ruth Bondyová: Boží hody: jak jedli Židé v Čechách a na Moravě, Praha, Nakladatelství Franze Kafky, 2008, ISBN 978-80-86911-16-8 - Lloyd Jones: Pan Pip, Praha, Odeon, 2008, ISBN 978-80-207-1285-1 - Lauren Slaterová: Pandořina skříňka: nejvýznamnější psychologické experimenty dvacátého století, Praha, Dokořán / Argo, 2008, ISBN 978-80-7363-090-4 / ISBN 978-80-7203-985-2 - Vladimír Vondráček: Prima klima aneb Jaké bylo a jaké bývá počasí, Velké Bílovice, TeMi CZ, 2009, ISBN 978-80-87156-20-9 - Franz Kafka: Popis jednoho zápasu, Praha, Vyšehrad, 2009, ISBN 978-80-7021-342-1 - Ota Pavel: Proč mám rád sport?, Štíty, Veduta, 2009, ISBN 978-80-86438-27-6 - Jiří Wilhelm: Výkrmná dieta profesora Wilhelma: praktická rukověť alternativní výživy, Praha, Litomyšl, Paseka, 2009, ISBN 978-80-7432-008-8 - Jarmila Kocourková: Etiketa na cesty aneb Jiný kraj, jiný mrav, Velké Bílovice, TeMi CZ, 2009, ISBN 978-80-87156-39-1 - David Lodge: Nejtišší trest, Praha, Mladá fronta, 2009, ISBN 978-80-204-1869-2 - Arto Paasilinna: Syn boha hromovládce, Havlíčkův Brod, Hejkal, 2009, ISBN 978-80-86026-80-0 - Ota Ulč: Slasti plavby: od Radbuzy k oceánům, Praha, Šulc – Švarc, 2009, ISBN 978-80-7244-255-3 - Ota Ulč: Zašmodrchaný svět, Praha, Šulc – Švarc, 2009, ISBN 978-80-7244-241-6 - František Kuřina a kolektiv: Matematika a porozumění světu: setkání s matematikou po základní škole, Praha, Academia, 2009, ISBN 978-80-200-1743-7 - Zdeněk Dienstbier: Průvodce stárnutím aneb Jak ho oddálit, Praha, Radix, 2009, ISBN 978-80-86031-88-0 - Arto Paasilinna: Krátká paměť pana rady, Havlíčkův Brod, Hejkal, 2009, ISBN 978-80-86026-74-9 - Jiří Oulík: Z legrace, Praha, Svojtka & Co., 2009, ISBN 80-903418-2-9 - Filip Blažek: Plakáty Sametové revoluce: příběh plakátů z listopadu a prosince 1989 = Posters of the Velvet revolution: the story of the posters of November and December 1989, v češtině a angličtině, ilustrace více výtvarníků, Praha, XYZ, 2009, ISBN 978-80-7388-281-5 - Vladimír Železný: Dobré rady milovníka vína, Praha, Mladá fronta, 2010, ISBN 978-80-204-2217-0 - Daniela Kovářová: Můj flirt s politikou aneb Příručka pro ministryně, Praha, Mladá fronta, 2010, ISBN 978-80-204-2374-0 - Ruth Bondyová: Potulné kořeny, Praha, Nakladatelství Franze Kafky, 2010, ISBN 978-80-86911-31-1 - Ota Ulč: Návraty nenávraty, Praha, Šulc – Švarc, 2010, ISBN 978-80-7244-276-8 - Petr Ritter, Zdeněk Šťastný: Studovali práva, Praha, Nakladatelství Andrej Šťastný, 2010, ISBN 978-80-86739-43-4 - Ivan Kraus: Самый умный народ в мире = Nejchytřejší národ na světě, v češtině a ruštině, Praha, Garamond, 2010, ISBN 978-80-7407-080-8 - Arto Paasilinna: Prostopášný modlitební mlýnek, Havlíčkův Brod, Hejkal, 2010, ISBN 978-80-86026-95-4 - P. D. Jamesová: Povídání o detektivkách, Praha, Motto, 2011, ISBN 978-80-7246-549-1 - Colum McCann: Co svět světem stojí, Praha, Odeon, 2011, ISBN 978-80-207-1351-3 - Miroslav Plzák: Manželský svár: zvládnete-li manželský dialog, zvládli jste manželství, Praha, Motto, 2011, ISBN 978-80-7246-569-9 - Ivo Šmoldas: Co vy na to, pane Šmoldasi? (dva svazky), Praha, NLN, Nakladatelství Lidové noviny, 2011-2012, ISBN 978-80-7422-128-6, ISBN 978-80-7422-191-0 - Václav Klaus: Evropská integrace bez iluzí, Praha, Knižní klub, 2011, ISBN 978-80-242-3326-0 - Luděk Frýbort: Vlast naše Západ: nekorektní eseje a fejetony z let 2006-2011, Praha, Euroslavica, 2011, ISBN 978-80-85494-93-8 - František Fremuth: Život na hraně, Praha, HTF, 2011, ISBN 978-80-260-0677-0 - Ota Ulč: Z Hongkongu na ostrov, který nebyl: plavba v čínských a vietnamských vodách, Praha, Šulc – Švarc, 2011, ISBN 978-80-7244-291-1 - Johann Lafer: Lafers ABC der Genüsse, v němčině, München, Gräfe und Unzer, 2012, ISBN 978-3-8338-2570-5 - Arto Paasilinna: Šťastný muž, Havlíčkův Brod, Hejkal, 2012, ISBN 978-80-86026-78-7 - Helena Štáchová: Spejblovo politické obludárium, Praha, Fragment, 2012, ISBN 978-80-253-1488-3 - Jaroslav Hašek: Šťastný domov, Praha, Vyšehrad, 2012, ISBN 978-80-7429-242-2 - Šárka Navarová: Slasti a strasti s domácími mazlíčky, Praha, Motto, 2012, ISBN 978-80-7246-692-4 - Václav Bělohradský: Mezi světy & mezisvěty: reloaded 2013, Praha, Novela bohemica, 2013, ISBN 978-80-87683-04-0 - Leo Pavlát: Co je a není zázrak, Praha, GplusG, 2013, ISBN 978-80-87060-79-7 - Franz Kafka: Proměna = The Metamorphosis, v češtině a angličtině, Praha, Nakladatelství Franze Kafky, 2013, ISBN 978-80-86911-40-3 - Ana Adamovičová: Nebojte se češtiny: konverzace pro středně pokročilé, Praha, Univerzita Karlova, Nakladatelství Karolinum, 2013, ISBN 978-80-246-2270-5 - Jean-Michel Cohen: Román o dietách, Praha, Motto, 2013, ISBN 978-80-7246-605-4 - František Fremuth: Život na hraně a dál…, Praha, HTF, 2013, ISBN 978-80-260-4759-9 - Václav Klaus, Kateřina Fišerová: Matematika pro trojkaře aneb Maturita v kapse, Praha, Fortuna Libri, 2013, ISBN 978-80-7321-778-5 - Franz Kafka: الأعمال الكاملة, v arabštině, Káhira, Al Arabi Publishing, 2014, ISBN 978-977-319-194-8 - Arto Paasilinna: Živý na vlastním pohřbu, Havlíčkův Brod, Hejkal, 2014, ISBN 978-80-86026-93-0 - Franz Kafka: Isabella: povídky a jiné texty, Praha, Nakladatelství Franze Kafky, 2014, ISBN 978-80-86911-44-1 - Ruth Bondyová: לא רק קפקא והגולם : על שמות, אוכל ושפה : תולדות יהודי צ'כיה במבט אישי, Lo raḳ Ḳafḳa ṿeha-Golem: ʻal shemot, okhel ṿe-śafah: toldot Yehude Ts'ekhyah be-mabaṭ ishi, v hebrejštině, Tel Aviv, Ḥargol, 2014, ISBN 9789655600094 - Kolektiv autorů: Něco se muselo stát: nová kniha proměn, ilustrace více výtvarníků, Praha, Novela bohemica, 2014, ISBN 978-80-87683-36-1 - František Fremuth: Kniha příběhů a křížovek: život na hraně a dál..., Praha, HTF, 2014, ISBN 978-80-260-6835-8 - Jan Hnízdil: Ako sa nestať pacientom, ve slovenštině, Praha, NLN, Nakladatelství Lidové noviny, 2015, ISBN 978-80-7422-446-1 - Edgar Allan Poe: Havran = The Raven, v angličtině a češtině, Praha, Radix, 2015, ISBN 978-80-87573-17-4 - Arto Paasilinna: Komu není shůry dáno, dlouho duchem nebude, Havlíčkův Brod, Hejkal, 2015, ISBN 978-80-86026-70-1 - Václav Klaus, Jiří Weigl: Stěhování národů s.r.o.: stručný manuál k pochopení současné migrační krize, Velké Přílepy, Olympia, 2015, ISBN 978-80-7376-422-7 - Franz Kafka: Dopis otci, Praha, Nakladatelství Franze Kafky, 2015, ISBN 978-80-86911-47-2 - Petr Bílek: Osmé dny, Praha, Galén, 2015, ISBN 978-80-7492-144-5 - Arto Paasilinna: Nejdelší chobot ve Finsku, Havlíčkův Brod, Hejkal, 2016, ISBN 978-80-86026-79-4 - Pelham Grenville Wodehouse: Zmizet po francouzsku, Praha, Vyšehrad, 2016, ISBN 978-80-7429-736-6 - Artur D’Amien: Nezoufejte! Jsou ještě horší manželky než vaše: balzám na duši manželů: čtení pro chlapy, Velké Přílepy, Olympia, 2016, ISBN 978-80-7376-453-1 - Robin Král: Byl jeden pán, Červený Kostelec, Pavel Mervart, 2016, ISBN 978-80-7465-220-2 - Václav Klaus, Jiří Weigl: Europe all inclusive: a brief guide to understanding the current migration crisis, v angličtině, Praha, Institut Václava Klause, 2017, ISBN 978-80-7542-031-2 - Jiří Štědroň: Vítězná sestava, Velké Přílepy, Olympia, 2017, ISBN 978-80-7376-491-3 - Patrik Ouředník: Antialkorán aneb Nejasný svět T.H., Praha, Volvox Globator, 2017, ISBN 978-80-7511-359-7 - Pavel Vrba: Medvědí knížka, Praha, Primus, 2017, ISBN 978-80-87527-20-7 - Karel Šíp: Karneval paměťových buněk, Praha, XYZ, 2018, ISBN 978-80-7597-243-9 - Karel Pacner: Čtvrtstoletí republiky: kronika naší nejnovější historie 1991-2018, Praha, Plus, 2018, ISBN 978-80-259-0975-1 - Michaela Mlíčková Jelínková: Maličkost pro premiéra a jiné povídky, Praha, Argo, 2018, ISBN 978-80-257-2708-9 - Zdeněk Haník: Kdo neskáče, je taky Čech!, Praha, Knižní klub, 2018, ISBN 978-80-242-6233-8 - Ivan Kraus: Soukromý Hollywood, Praha, Academia, 2018, ISBN 978-80-200-2881-5 - Ruth Bondyová: רצינות ההומור : של הצ'כים ושל יהודי צ'כיה = Gravity of humor, Retsinut ha-humor: shel ha-Ts'ekhim ṿe-shel Yehude Ts'ekhyah = Gravity of humor, v hebrejštině, Kineret, Zemorah-Bitan, Ḥevel Modiʻin, 2018, ISBN 9789655668018 - Arto Paasilinna: Tři chlupatá zvířata, Havlíčkův Brod, Hejkal, 2018, ISBN 978-80-86026-85-5 - Betty Alex: Nezoufejte! Jsou ještě horší manželé než váš, Velké Přílepy, Olympia, 2018, ISBN 978-80-7376-504-0 - Arto Paasilinna: Chraň nás Pánbůh před Finem, Havlíčkův Brod, Hejkal, 2018, ISBN 978-80-86026-97-8 - Kolektiv autorů: Tajemství v českém právním řádu, Praha, Leges, 2019, ISBN 978-80-7502-347-6 - Alena Vávrová: Tři čtvrtě na smrt = Viertel vor Tod, v češtině a němčině, Hradec Králové, Milan Hodek - Paper Jam, 2019, ISBN 978-80-87688-12-0 - Vašek Vašák: Když spolu zvířata chodí, Praha, XYZ, 2019, ISBN 978-80-7597-563-8 - Karel Šíp: Bavič, Praha, XYZ, 2019, ISBN 978-80-7597-530-0 - Benjamin Balint: Kafka's laatste proces: de strijd om een literaire nalatenschap, v nizozemštině, Amsterdam, Uitgeverij Bas Lubberhuizen, 2019, ISBN 978-90-5937-529-1 - Ivan Kraus: Má rodina a jiná zemětřesení, Praha, Academia, 2019, ISBN 978-80-200-2995-9 - Ivan Galambica: Zážitky rozvedeného muže, Praha, Slovart, 2020, ISBN 978-80-7529-621-4 - Neil Gaiman, Terry Pratchett: Dobré znamenia, ve slovenštině, Bratislava, Slovart, 2020, ISBN 978-80-556-4298-7 - Petr Hlaváček a kol.: Vytěsněná Evropa?: kontexty a perspektivy evropské „východní otázky“, Praha, Academia, 2020, ISBN 978-80-200-3138-9 - Ivan Kraus: 2800 znaků s mezerami, Praha, Academia, 2020, ISBN 978-80-200-3081-8 - Kolektiv autorů: Země skrytých úsměvů, Havlíčkův Brod, Hejkal, 2020, ISBN 978-80-88396-02-4 - Marcela Fryštenská: Meditace v kanceláři kalifornského mediátora a jiné příhody české právničky, Praha, Leges, 2020, ISBN 978-80-7502-403-9 - Franz Kafka: Zámek, Praha, Galén, 2020, ISBN 978-80-7492-468-2 - Pierre-Henri Cami: Krotitel šneků, Praha, Teapot, 2020, ISBN 978-80-85197-68-6 - Petr Hlaváček, Jiří Slíva: Staré pověsti kadaňské, Kadaň, město Kadaň, 2021, ISBN 978-80-87884-17-1 - Naďa Dubcová: Láska v bačkorách, Praha, JaS, 2021, ISBN 978-80-87654-30-9 - Jana Geršlová: Vídeňské kavárny & spol. = Wienercafé, Praha, Professional Publishing, 2021, ISBN 978-80-88260-50-9 - Karel Šíp: Do hrobu si to nevemu, Praha, XYZ, 2021, ISBN 978-80-7683-006-6 - František Novotný: Básničky na tři slova, Praha, Radioservis, 2021, ISBN 978-80-88286-25-7 - Petr Hlaváček, Jiří Slíva: Karlštejnsko v pověstech, Praha, Novela bohemica, 2022, ISBN 978-80-88322-32-0 - Karel Pecka: Pasáž; Čtvrtý vítač, Praha, Daniel Pagáč - nemohujinak.cz, 2022, ISBN 978-80-88342-33-5 - Petr Vyroubal: Už mi to docvaklo aneb Spásu v právu nenajdeš!, Praha, Galén, 2022, ISBN 978-80-7492-615-0 - Petr Hlaváček, Jiří Slíva: Kadaňsko na talíři, Kadaň, město Kadaň, 2022, ISBN 978-80-87884-22-5 - Karel Šíp: Krotitel splašených myšlenek, Praha, XYZ, 2022, ISBN 978-80-7683-258-9 - Patrick Süskind: Kontrabas, ve slovenštině, Bratislava, Slovart, 2022, ISBN 978-80-556-4588-9 - Stéphane Pesnel: Album Kafka, ilustrace více kreslířů, ve francouzštině, Paris, Gallimard, 2022, ISBN 9782072960895 - Břetislav Ditrych, Petr Ladman: Knihomil na cestě, Praha, Spolek českých bibliofilů, 2023, ISBN 978-80-907870-6-3 - Karel Šíp: To nejlepší z Best of: výběr scének, fejetonů a písňových textů, Praha, XYZ, 2023, ISBN 978-80-7683-438-5 - Jan Neruda, Jiří Grygar, Jiří Slíva: Písně kosmické aneb Vědecká poezie hýřící astronomickými pojmy i teoriemi a originálními ilustracemi, Plzeň, Jiří Říha, 2023, ISBN 978-80-86814-09-4 - Karel Pecka: Malostranské humoresky, Praha, Daniel Pagáč - nemohujinak.cz, 2023, ISBN 978-80-88342-34-2 - Karel Dyrynk, Martin Dyrynk: Zasloužili se o krásnou knihu, Praha, Spolek českých bibliofilů, 2023, ISBN 978-80-907870-8-7 - Robert Kolár: Hudbu vašich rytmů jsem cítil...: průvodce veršovými prostředky mezitextového navazování v díle V. Dyka, F. Gellnera, F. Šrámka a K. Tomana, Praha, ÚČL AV ČR (Ústav pro českou literaturu Akademie věd ČR) / Akropolis, 2023, ISBN 978-80-7658-071-8 / ISBN 978-80-7470-481-9 - Karel Pecka: Štěpení, Praha, Daniel Pagáč, 2024, ISBN 978-80-88342-35-9 - Dalibor Gondík: Ranní špek 2: 100+2 hádanky na cesty, na chatu, na nervy, pro radost, Praha, Radioservis, 2025, EAN 8590236025288 |

## Ilustrované obaly hudebních nosičů
| - Jürg Solothurnmann – First Aid Band, CD, Switzerland, 1990 - Jiří Stivín 65 – Koncert na Hradě, CD, 2009 - Matej Benko Quintet – Time Against Us, CD, 2009 - Karel Růžička & Frýdlant All Stars – Milénium Města Jazzu, CD, 2014 - Stephen Leacock – Vánoce Smolíka McFiggina a jiné povídky (čtou Gabriela Vránová a František Němec), CD, MP3, 2016 - Stephen Leacock – Paní Trumberryová si dává hádat a jiné povídky (čtou Jiřina Jirásková, Ladislav Mrkvička), CD, MP3, 2017 | - Sváťa Macák – Moje jazzová cesta – Take (Eighty) Five, CD, 2021 - Martin Johanna – Jsem tu omylem (hrají Petr Čtvrtníček, Kryštof Hádek, Jiří Lábus, Dana Černá, Miroslav Táborský, Oldřich Navrátil, Milan Šteindler, David Vávra, Marie Tomsová), CD, 2022 - J.J.Jazzmen & Barbora Vágnerová – Do they play jazz in heaven?, CD, MP3, 2022 - Vašek Vašák – Když spolu zvířata chodí (čte Vašek Vašák), audiokniha, 2022 |

## Poštovní známky a dopisnice
- Český kreslený humor - Jiří Slíva, příležitostná poštovní známka 5 Kč (1995, katalogové číslo 0085), výtvarný návrh Václav Kučera
- EUROPA (Gastronomie), příležitostná poštovní známka 9 Kč (2005, katalogové číslo 0436)

- Regionální motiv, výplatní písmenová poštovní známka "A" s kupony pro přítisky (2012, katalogové číslo 0715)[28]
- 20 let PTC Praha a.s., příležitostná dopisnice k výročí Poštovní tiskárny cenin Praha, s natištěnou písmenovou známkou "A" (2012, katalogové číslo CDV148)
- Bouquet, výplatní písmenová poštovní známka "A" s kupony pro přítisky (2014, katalogové číslo 0822)
- Pro štěstí, výplatní písmenová poštovní známka "A" s kupony (2014, katalogové číslo 0796)
- Velikonoce, výplatní písmenová poštovní známka "A" (2015, katalogové číslo 0842)
- Jiří Slíva - PostPoesie, dopisnice Poštovního muzea k výstavě Jiřího Slívy, s natištěnou písmenovou známkou "E" (2017, katalogové číslo PM118)[29]
- Český jazz, příležitostná písmenová poštovní známka "Z" (2018, katalogové číslo 0979)[30]
- Svatomartinská tradice, výplatní písmenová poštovní známka "A" (2018, katalogové číslo 1007)
- České vynálezy: Kostkový cukr, příležitostná poštovní známka 19 Kč (2019, katalogové číslo 1024)
- Mnichov 2020, dopisnice s přítiskem k mezinárodní prodejní výstavě poštovních známek PHILATELIA München 2020, s natištěnou písmenovou známkou "E", (2020, katalogové číslo P235)
- Masopust, výplatní písmenová poštovní známka "B" (2021, katalogové číslo 1106)
- 50. výročí Filatelistické olympiády mládeže, příležitostná písmenová poštovní známka "B" (2022, katalogové číslo 1160)[31]
- Konto Bariéry - Fond Ukrajina, personalizovaná samolepicí písmenová poštovní známka "B" (2022)[32]
- Karikaturmuseum Krems, poštovní známka 85 eurocentů z edice známek Rakouské pošty pro Muzeum karikatury v Kremži (2022)[33]
- Velikonoce, výplatní samolepicí písmenová poštovní známka "B" (2023, katalogové číslo 1191)
- Cyklistika, výplatní písmenová poštovní známka "B" s kupony pro přítisky (2023, katalogové číslo 1195)
- IBRA Essen 2023, dopisnice s přítiskem k mezinárodní prodejní výstavě poštovních známek IBRA Essen 2023, s natištěnou písmenovou známkou "E" (2023, katalogové číslo P238)
- Bratislavské zberateľské dni 2024, dopisnice s přítiskem k slovenskému sběratelskému veletrhu Bratislavské zberateľské dni 2024, s natištěnou písmenovou známkou "E" (2023, katalogové číslo P243)
- Gastronomie, výplatní písmenový aršík se dvěma poštovními známkami "B" (2024, katalogové číslo 1288 a 1289)
- Vánoce, výplatní samolepicí písmenová poštovní známka "B" (2024, katalogové číslo 1300)

### Literární zdroje
- HANOUSEK, Ivan. Veletucet = 144 x Barták, Holý, Hrubý, Jiránek, Matuška, Nepraš, Renčín, Slíva v Technickém magazínu. 1. vyd. Praha: SNTL - Nakladatelství technické literatury, 1988. 192 s. S. 169,170.
- HANOUSEK, Ivan. Prazdroj českého kresleného humoru: encyklopedie českých karikaturistů. 1. vyd. Plzeň: NAVA - Nakladatelská a vydavatelská agentura, 2005. 192 s. ISBN 80-7211-194-9. S. 156.
- SLÍVA, Jiří. Česká chlouba a jiné grafiky. 1. vyd. Pelhřimov: Nová tiskárna Pelhřimov, 2022. 52 s. ISBN 978-80-7415-238-2. S. 2.
- PALÁN, Aleš. 25 na pamětnou: dotazník osobnostem českého folku. 1. vyd. Praha: Galén, 2023. 277 s. ISBN 978-80-7492-692-1. S. 197–208.
- MALINA, Jaroslav. Kruh prstenu: láska a sex v životě a literatuře světa srdcem a rukama českých malířů a sochařů. Brno: Nadace Universitas Masarykiana, Nauma, 1998. 192 s. ISBN 80-86258-00-9. S. 139, 140.
- HORÁKOVÁ, Jana. Vizitkář západočeských spisovatelů a výtvarníků. 1. vyd. Plzeň: Knihovna města Plzně ve spolupráci s Galerií města Plzně, 2014. 389 s. ISBN 978-80-86446-75-2.